# Associazione Calcio Reggiana 1990-1991
Questa voce raccoglie le informazioni riguardanti l'Associazione Calcio Reggiana nelle competizioni ufficiali della stagione 1990-1991.

## La stagione
Nella stagione 1990-1991 la Reggiana ha ceduto il bomber Andrea Silenzi al Napoli di Maradona per 6 miliardi di lire, cede anche Massimiliano Catena che torna al Torino, Stefano Nava al Milan, mentre Augusto Gabriele sceglie il Vicenza. A Reggio arrivano l'attaccante Dario Morello dall'Inter, e dal Torino il giovane Marco Ferrante, poi il centrale difensivo Matteo Villa, il centrocampista del Casale Monferrato Stefano Melchiori, il centrocampista Christian Lantignotti dal Milan, poi Pippo Marchioro e Renzo Corni pescano dall'Avellino un giovane dai capelli brizzolati, tale Fabrizio Ravanelli che a fine campionato risulta il miglior marcatore reggiano con 16 reti.
La Reggiana prima stenta e poi, dall'arrivo dell'attaccante perugino Fabrizio Ravanelli, che debutta a fine settembre in Reggiana-Verona (4-0) con tre gol, cambia marcia. Vengono inseriti anche l'esterno d'attacco Roberto Bergamaschi e il difensore Mario Brandani. Tutti seguono i dettami e la filosofia del tecnico Marchioro. Da ricordare per il roboante punteggio, la partita Reggiana-Cosenza del 30 dicembre del 1990 finita (7-4) per i granata che erano sotto (0-3) dopo mezz'ora. Gradualmente la Reggiana sale in classifica, ma poi arriva la doppia sconfitta, (1-2) con l'Ancona al Mirabello e con l'Udinese (3-1) in trasferta, che frenano le ambizioni di promozione granata, ambizioni che svaniscono definitivamente dopo la sconfitta (2-1) di Cosenza del 26 maggio 1991. Al tirar delle somme i granata bissano il settimo posto della stagione scorsa. Da ricordare il punteggio della partita disputata al Mirabello il 30 dicembre 1990, con la Reggiana sotto tre reti dopo ventidue minuti con il Cosenza, con i botti di capodanno ha poi ribaltato e vinto l'incontro (7-4).
Nella Coppa Italia la Reggiana supera il Como nel primo turno nei tempi supplementari, nel secondo turno viene eliminata dal torneo dal Bologna.

## Divise e sponsor
| Prima divisa |

## Rosa

Il neoacquisto Fabrizio Ravanelli, 16 reti in 34 gare di campionato.

| N. |                   | Ruolo | Calciatore          |
| -- | ----------------- | ----- | ------------------- |
|    | Italia (bandiera) | C     | Fabio Aselli        |
|    | Italia (bandiera) | D     | Mario Brandani      |
|    | Italia (bandiera) | C     | Roberto Bergamaschi |
|    | Italia (bandiera) | C     | Stefano Daniel      |
|    | Italia (bandiera) | C     | Stefano De Agostini |
|    | Italia (bandiera) | C     | Walter De Vecchi    |
|    | Italia (bandiera) | C     | Loris Dominissini   |
|    | Italia (bandiera) | P     | Nico Facciolo       |
|    | Italia (bandiera) | A     | Marco Ferrante      |
|    | Italia (bandiera) | C     | Andrea Galassi      |

| N. |                   | Ruolo | Calciatore            |
| -- | ----------------- | ----- | --------------------- |
|    | Italia (bandiera) | D     | Stefano Guerra        |
|    | Italia (bandiera) | C     | Christian Lantignotti |
|    | Italia (bandiera) | C     | Stefano Melchiori     |
|    | Italia (bandiera) | A     | Dario Morello         |
|    | Italia (bandiera) | D     | Massimo Paganin       |
|    | Italia (bandiera) | C     | Paolo Perugi          |
|    | Italia (bandiera) | A     | Fabrizio Ravanelli    |
|    | Italia (bandiera) | D     | Matteo Villa          |
|    | Italia (bandiera) | C     | Michele Zanutta       |

## Risultati

### Campionato

#### Girone di andata
| Arbitro: | Rosica (Roma) |

|                     |           |  |
| Simonini 57’ (rig.) | Marcatori |  |

| Arbitro: | De Angelis (Civitavecchia) |

|                   |           |                          |
| Ferrante 60’, 72’ | Marcatori | 4’ M. Donatelli 66’ Paci |

| Arbitro: | Chiesa (Livorno) |

|              |           |  |
| Brunetti 58’ | Marcatori |  |

| Arbitro: | Boemo (Cervignano del Friuli) |

|                                              |           |  |
| Ravanelli 7’, 33’, 69’ (rig.) D. Morello 70’ | Marcatori |  |

| Arbitro: | Fabricatore (Roma) |

|              |           |                 |
| Maccoppi 68’ | Marcatori | 13’ Bergamaschi |

| Arbitro: | Cardona (Milano) |

|                    |           |            |
| S. De Agostini 50’ | Marcatori | 62’ Mattei |

| Arbitro: | Frigerio (Milano) |

|                              |           |              |
| Bergamaschi 8’ Melchiori 85’ | Marcatori | 37’ Pistella |

| Arbitro: | Sguizzato (Verona) |

|  |           |                                  |
|  | Marcatori | 34’ Melchiori 72’ S. De Agostini |

| Arbitro: | Merlino (Torre del Greco) |

|                             |           |  |
| Ravanelli 59’ Melchiori 70’ | Marcatori |  |

| Arbitro: | Quartuccio (Torre Annunziata) |

|           |           |  |
| Protti 4’ | Marcatori |  |

| Arbitro: | Pezzella (Frattamaggiore) |

|               |           |                      |
| Ravanelli 44’ | Marcatori | 24’ Signori 27’ List |

| Arbitro: | Cardona (Milano) |

|              |           |                                 |
| Sorbello 15’ | Marcatori | 2’ S. De Agostini 59’ Ravanelli |

| Arbitro: | Dal Forno (Ivrea) |

|               |           |           |
| Melchiori 50’ | Marcatori | 84’ Gelsi |

| Arbitro: | Cesari (Genova) |

|                           |           |                |
| S. De Agostini 27’ (aut.) | Marcatori | 31’ D. Morello |

| Reggio Emilia 16 dicembre 1990 15ª giornata | Reggiana            | 0 – 0 | Salernitana | Stadio Mirabello\| Arbitro: \| Scaramuzza (Mestre) \| |
| Arbitro:                                    | Scaramuzza (Mestre) |       |             |                                                       |

| Arbitro: | Bettin (Padova) |

|                                                                                   |           |                                                  |
| Bergamaschi 24’ Ravanelli 39’, 90’ D. Morello 45’, 87’ Melchiori 47’ Ferrante 77’ | Marcatori | 2’ F. Marino 9’, 22’ (rig.) Marulla 85’ Gazzaneo |

| Arbitro: | De Angelis (Civitavecchia) |

|             |           |                            |
| M. Rossi 2’ | Marcatori | 63’ Ferrante 68’ Ravanelli |

| Arbitro: | Bazzoli (Merano) |

|                 |           |  |
| Lantignotti 21’ | Marcatori |  |

| Arbitro: | Pezzella (Frattamaggiore) |

|                   |           |  |
| Spinelli 69’, 82’ | Marcatori |  |

#### Girone di ritorno
| Arbitro: | Boggi (Salerno) |

|                             |           |  |
| Melchiori 66’ Ravanelli 72’ | Marcatori |  |

| Arbitro: | Frigerio (Milano) |

|               |           |                 |
| Montanari 58’ | Marcatori | 30’ Bergamaschi |

| Arbitro: | Cesari (Genova) |

|              |           |                |
| Ferrante 85’ | Marcatori | 53’ Mazzaferro |

| Arbitro: | Cinciripini (Ascoli Piceno) |

|            |           |                |
| Lunini 20’ | Marcatori | 19’ D. Morello |

| Arbitro: | Bruni (Arezzo) |

|             |           |                          |
| Galassi 81’ | Marcatori | 17’ Ermini 63’ Tovalieri |

| Arbitro: | Bazzoli (Merano) |

|                                        |           |               |
| Mattei 31’ Balbo 64’ Daniel 71’ (aut.) | Marcatori | 53’ Ravanelli |

| Barletta 17 marzo 1991 26ª giornata | Barletta            | 0 – 0 | Reggiana | Stadio Comunale\| Arbitro: \| Scaramuzza (Mestre) \| |
| Arbitro:                            | Scaramuzza (Mestre) |       |          |                                                      |

| Arbitro: | Lanese (Messina) |

|                 |           |  |
| Bergamaschi 29’ | Marcatori |  |

| Arbitro: | Ceccarini (Livorno) |

|                                                 |           |                 |
| Benarrivo 44’ Nunziata 54’ Galderisi 75’ (rig.) | Marcatori | 61’ Lantignotti |

| Arbitro: | Boggi (Salerno) |

|                                                      |           |               |
| D. Morello 11’ S. De Agostini 25’ Ravanelli 54’, 71’ | Marcatori | 59’ Cambiaghi |

| Arbitro: | Cardona (Milano) |

|                        |           |               |
| Baiano 14’, 63’ (rig.) | Marcatori | 55’ Ravanelli |

| Reggio Emilia 28 aprile 1991 31ª giornata | Reggiana                   | 0 – 0 | Avellino | Stadio Mirabello\| Arbitro: \| De Angelis (Civitavecchia) \| |
| Arbitro:                                  | De Angelis (Civitavecchia) |       |          |                                                              |

| Arbitro: | Bruni (Arezzo) |

|                       |           |  |
| Gelsi 2’ Ferretti 90’ | Marcatori |  |

| Reggio Emilia 12 maggio 1991 33ª giornata | Reggiana           | 0 – 0 | Cremonese | Stadio Mirabello\| Arbitro: \| Sguizzato (Verona) \| |
| Arbitro:                                  | Sguizzato (Verona) |       |           |                                                      |

| Arbitro: | Fabricatore (Roma) |

|          |           |                |
| Pasa 85’ | Marcatori | 81’ D. Morello |

| Arbitro: | Frigerio (Milano) |

|                       |           |                |
| Aimo 45’ Compagno 49’ | Marcatori | 74’ D. Morello |

| Arbitro: | Quartuccio (Torre Annunziata) |

|                      |           |          |
| Melchiori 30’ (rig.) | Marcatori | 16’ Ganz |

| Arbitro: | Cinciripini (Ascoli Piceno) |

|                                   |           |                                    |
| M. Villa 40’ (aut.) Scarafoni 52’ | Marcatori | 34’ Lantignotti 43’, 83’ Ravanelli |

| Arbitro: | Amendolia (Messina) |

|                                 |           |                                                       |
| Melchiori 20’, 83’ Brandani 25’ | Marcatori | 39’ Kvetkovic 42’ Pergolizzi 83’ (rig.) W. Casagrande |

### Coppa Italia

#### Primo turno
| Arbitro: | Bazzoli (Merano) |

|  |           |                |
|  | Marcatori | 11’ Sinigaglia |

| Arbitro: | Boggi (Salerno) |

|               |           |                                 |
| Vincenzi 108’ | Marcatori | 30’ Lantignotti 101’ D. Morello |

#### Secondo turno
| Arbitro: | Boemo (Cervignano del Friuli) |

|                                        |           |              |
| Waas 11’, 55’ F. Poli 40’ Tricella 74’ | Marcatori | 4’ Melchiori |

| Arbitro: | Cesari (Genova) |

|             |           |  |
| Zanutta 47’ | Marcatori |  |

## Statistiche

### Statistiche di squadra
| Competizione | Punti | In casa | In casa | In casa | In casa | In casa | In casa | In trasferta | In trasferta | In trasferta | In trasferta | In trasferta | In trasferta | Totale | Totale | Totale | Totale | Totale | Totale | DR |
| Competizione | Punti | G       | V       | N       | P       | Gf      | Gs      | G            | V            | N            | P            | Gf           | Gs           | G      | V      | N      | P      | Gf     | Gs     | DR |
| ------------ | ----- | ------- | ------- | ------- | ------- | ------- | ------- | ------------ | ------------ | ------------ | ------------ | ------------ | ------------ | ------ | ------ | ------ | ------ | ------ | ------ | -- |
| Serie B      | 39    | 19      | 8       | 9       | 2       | 34      | 19      | 19           | 4            | 6            | 9            | 18           | 26           | 38     | 12     | 15     | 11     | 52     | 45     | +7 |
| Coppa Italia |       | 2       | 1       | 0       | 1       | 1       | 1       | 2            | 1            | 0            | 1            | 3            | 5            | 4      | 2      | 0      | 2      | 4      | 6      | -2 |
| Totale       |       | 21      | 9       | 9       | 3       | 35      | 20      | 21           | 5            | 6            | 10           | 21           | 31           | 42     | 14     | 15     | 13     | 56     | 51     | +5 |

### Statistiche dei giocatori
| Giocatore      | Serie B  | Serie B | Serie B     | Serie B    | Coppa Italia | Coppa Italia | Coppa Italia | Coppa Italia | Totale   | Totale | Totale      | Totale     |
| Giocatore      | Presenze | Reti    | Ammonizioni | Espulsioni | Presenze     | Reti         | Ammonizioni  | Espulsioni   | Presenze | Reti   | Ammonizioni | Espulsioni |
| -------------- | -------- | ------- | ----------- | ---------- | ------------ | ------------ | ------------ | ------------ | -------- | ------ | ----------- | ---------- |
| F. Aselli      | 2        | 0       | ?           | ?          | 1            | 0            | ?            | ?            | 3        | 0      | ?           | ?          |
| R. Bergamaschi | 34       | 5       | ?           | ?          | 3            | 0            | ?            | ?            | 37       | 5      | ?           | ?          |
| A. Bertozzi    | -        | -       | -           | -          | 2            | 0            | ?            | ?            | 2        | 0      | 0+          | 0+         |
| M. Brandani    | 15       | 1       | ?           | ?          | -            | -            | -            | -            | 15       | 1      | 0+          | 0+         |
| A. Cesaretti   | -        | -       | -           | -          | 1            | 0            | ?            | ?            | 1        | 0      | 0+          | 0+         |
| S. D'Adderio   | -        | -       | -           | -          | 2            | 0            | ?            | ?            | 2        | 0      | 0+          | 0+         |
| S. Daniel      | 30       | 0       | ?           | ?          | 3            | 0            | ?            | ?            | 33       | 0      | ?           | ?          |
| S. De Agostini | 37       | 4       | ?           | ?          | 4            | 0            | ?            | ?            | 41       | 4      | ?           | ?          |
| W. De Vecchi   | 35       | 0       | ?           | ?          | 4            | 0            | ?            | ?            | 39       | 0      | ?           | ?          |
| L. Dominissini | 14       | 0       | ?           | ?          | 1            | 0            | ?            | ?            | 15       | 0      | ?           | ?          |
| N. Facciolo    | 38       | -45     | ?           | ?          | 3            | -6           | ?            | ?            | 41       | -51    | ?           | ?          |
| M. Ferrante    | 25       | 5       | ?           | ?          | 4            | 0            | ?            | ?            | 29       | 5      | ?           | ?          |
| M. Franchi     | -        | -       | -           | -          | 1            | 0            | ?            | ?            | 1        | 0      | 0+          | 0+         |
| A. Galassi     | 11       | 1       | ?           | ?          | -            | -            | -            | -            | 11       | 1      | 0+          | 0+         |
| R. Gori        | -        | -       | -           | -          | 2            | 0            | ?            | ?            | 2        | 0      | 0+          | 0+         |
| S. Guerra      | 2        | 0       | ?           | ?          | -            | -            | -            | -            | 2        | 0      | 0+          | 0+         |
| C. Lantignotti | 36       | 3       | ?           | ?          | 4            | 1            | ?            | ?            | 40       | 4      | ?           | ?          |
| P. Mandelli    | -        | -       | -           | -          | 1            | 0            | ?            | ?            | 1        | 0      | 0+          | 0+         |
| S. Melchiori   | 37       | 9       | ?           | ?          | 3            | 1            | ?            | ?            | 40       | 10     | ?           | ?          |
| D. Morello     | 35       | 8       | ?           | ?          | 3            | 1            | ?            | ?            | 38       | 9      | ?           | ?          |
| M. Paganin     | 6        | 0       | ?           | ?          | 1            | 0            | ?            | ?            | 7        | 0      | ?           | ?          |
| P. Perugi      | 2        | 0       | ?           | ?          | -            | -            | -            | -            | 2        | 0      | 0+          | 0+         |
| F. Ravanelli   | 34       | 16      | ?           | ?          | -            | -            | -            | -            | 34       | 16     | 0+          | 0+         |
| M. Villa       | 37       | 0       | ?           | ?          | 4            | 0            | ?            | ?            | 41       | 0      | ?           | ?          |
| M. Zanutta     | 37       | 0       | ?           | ?          | 4            | 1            | ?            | ?            | 41       | 1      | ?           | ?          |